# Bulgária a 2002. évi téli olimpiai játékokon
Bulgária az egyesült államokbeli Salt Lake Cityben megrendezett 2002. évi téli olimpiai játékok egyik részt vevő nemzete volt. Az országot az olimpián 7 sportágban 23 sportoló képviselte, akik összesen 3 érmet szereztek.

## Érmesek
| Érem  | Versenyző         | Sportág                    | Versenyszám             |
| ----- | ----------------- | -------------------------- | ----------------------- |
| Ezüst | Evgenija Radanova | Rövidpályás gyorskorcsolya | Női 500 m               |
| Bronz | Irina Nikulcsina  | Biatlon                    | Női 10 km üldözőverseny |
| Bronz | Evgenija Radanova | Rövidpályás gyorskorcsolya | Női 1500 m              |

## Alpesisí
Férfi
| Versenyző        | Versenyszám      | 1. futam      | 1. futam      | 2. futam | 2. futam | Összesítés | Összesítés |
| Versenyző        | Versenyszám      | Idő           | Hely.         | Idő      | Hely.    | Idő        | Helyezés   |
| ---------------- | ---------------- | ------------- | ------------- | -------- | -------- | ---------- | ---------- |
| Sztefan Georgiev | Műlesiklás       | nem ért célba | nem ért célba | kiesett  | kiesett  | kiesett    | kiesett    |
| Sztefan Georgiev | Óriás-műlesiklás | 1:18,01       | 53.           | 1:15,00  | 38.      | 2:33,01    | 38.        |
| Angel Pumpalov   | Műlesiklás       | 53,72         | 32.           | 58,21    | 23.      | 1:51,93    | 23.        |

| Versenyző        | Versenyszám | Lesiklás | Lesiklás | Műlesiklás | Műlesiklás | Műlesiklás | Műlesiklás | Műlesiklás | Műlesiklás | Összesítés | Összesítés |
| Versenyző        | Versenyszám | Lesiklás | Lesiklás | 1. futam   | 1. futam   | 2. futam   | 2. futam   | Össz.      | Össz.      | Összesítés | Összesítés |
| Versenyző        | Versenyszám | Idő      | Hely.    | Idő        | Hely.      | Idő        | Hely.      | Idő        | Hely.      | Idő        | Helyezés   |
| ---------------- | ----------- | -------- | -------- | ---------- | ---------- | ---------- | ---------- | ---------- | ---------- | ---------- | ---------- |
| Sztefan Georgiev | Összetett   | 1:44,25  | 34.      | 49,63      | 14.        | 55,51      | 15.        | 1:45,14    | 14.        | 3:29,39    | 16.        |
| Angel Pumpalov   | Összetett   | kizárták | kizárták | kiesett    | kiesett    | kiesett    | kiesett    | kiesett    | kiesett    | kiesett    | kiesett    |

Női
| Versenyző          | Versenyszám      | 1. futam | 1. futam | 2. futam | 2. futam | Összesítés | Összesítés |
| Versenyző          | Versenyszám      | Idő      | Hely.    | Idő      | Hely.    | Idő        | Helyezés   |
| ------------------ | ---------------- | -------- | -------- | -------- | -------- | ---------- | ---------- |
| Nadezsda Vaszileva | Műlesiklás       | 59,59    | 39.*     | 59,45    | 27.      | 1:59,04    | 28.        |
| Nadezsda Vaszileva | Óriás-műlesiklás | 1:22,89  | 49.      | 1:21,54  | 43.      | 2:44,43    | 42.        |

* - egy másik versenyzővel azonos eredményt ért el

## Biatlon
Férfi
| Versenyző       | Versenyszám           | Lövőhiba    | Időeredmény | Helyezés |
| --------------- | --------------------- | ----------- | ----------- | -------- |
| Georgi Kaszabov | 10 km sprint          | 1 (0+1)     | 27:55,8     | 60.      |
| Georgi Kaszabov | 12,5 km üldözőverseny | 7 (1+3+2+1) | 40:38,5     | 56.      |
| Georgi Kaszabov | 20 km egyéni          | 4 (2+1+0+1) | 59:16,1     | 65.      |

Női
| Versenyző                                                                      | Versenyszám         | Lövőhiba    | Időeredmény | Helyezés |
| ------------------------------------------------------------------------------ | ------------------- | ----------- | ----------- | -------- |
| Ekaterina Dafovszka                                                            | 7,5 km sprint       | 2 (0+2)     | 22:17,7     | 15.      |
| Ekaterina Dafovszka                                                            | 10 km üldözőverseny | 2 (0+1+1+0) | 32:22,6     | 10.      |
| Ekaterina Dafovszka                                                            | 15 km egyéni        | 1 (0+1+0+0) | 48:15,5     | 5.       |
| Pavlina Filipova                                                               | 7,5 km sprint       | 1 (0+1)     | 22:20,6     | 17.      |
| Pavlina Filipova                                                               | 10 km üldözőverseny | 2 (0+0+2+0) | 32:35,1     | 12.      |
| Pavlina Filipova                                                               | 15 km egyéni        | 3 (2+0+0+1) | 50:47,5     | 20.      |
| Iva Karagjozova-Skodreva                                                       | 7,5 km sprint       | 1 (0+1)     | 23:18,0     | 41.      |
| Iva Karagjozova-Skodreva                                                       | 15 km egyéni        | 2 (1+1+0+0) | 51:59,3     | 32.      |
| Irina Nikulcsina                                                               | 7,5 km sprint       | 2 (1+1)     | 21:57,0     | 11.      |
| Irina Nikulcsina                                                               | 10 km üldözőverseny | 2 (0+0+0+2) | 31:15,8     |          |
| Irina Nikulcsina                                                               | 15 km egyéni        | 6 (3+2+0+1) | 53:16,7     | 43.      |
| Pavlina Filipova Irina Nikulcsina Iva Karagjozova-Skodreva Ekaterina Dafovszka | 4 × 7,5 km váltó    | 0+13        | 1:29:25,8   | 4.       |

## Bob
Férfi
| Versenyző                        | Versenyszám | 1. futam | 1. futam | 2. futam | 2. futam | 3. futam | 3. futam | 4. futam | 4. futam | Összesítés | Összesítés |
| Versenyző                        | Versenyszám | Idő      | Hely.    | Idő      | Hely.    | Idő      | Hely.    | Idő      | Hely.    | Idő        | Helyezés   |
| -------------------------------- | ----------- | -------- | -------- | -------- | -------- | -------- | -------- | -------- | -------- | ---------- | ---------- |
| Miroszlav Danov Sztefan Vaszilev | Kettes      | 49,77    | 36.      | 49,35    | 32.      | 49,48    | 31.      | 49,42    | 33.      | 3:18,02    | 32.        |

## Műkorcsolya
| Versenyző  | Versenyszám  | Rövid program     | Rövid program | Rövid program | Kűr               | Kűr   | Kűr         | Összesítés         | Összesítés |
| Versenyző  | Versenyszám  | Több. hely. száma | Hely.         | Hely. pont.   | Több. hely. száma | Hely. | Hely. pont. | Helyezési pontszám | Helyezés   |
| ---------- | ------------ | ----------------- | ------------- | ------------- | ----------------- | ----- | ----------- | ------------------ | ---------- |
| Ivan Dinev | Férfi egyéni | 6×13+             | 12.           | 6,0           | 5×11+             | 14.   | 14,0        | 20,0               | 13.        |

| Versenyző                         | Versenyszám | Kötelező tánc 1   | Kötelező tánc 1 | Kötelező tánc 1 | Kötelező tánc 2   | Kötelező tánc 2 | Kötelező tánc 2 | Eredeti (original) tánc | Eredeti (original) tánc | Eredeti (original) tánc | Kűr               | Kűr   | Kűr         | Összesítés         | Összesítés |
| Versenyző                         | Versenyszám | Több. hely. száma | Hely.           | Hely. pont.     | Több. hely. száma | Hely.           | Hely. pont.     | Több. hely. száma       | Hely.                   | Hely. pont.             | Több. hely. száma | Hely. | Hely. pont. | Helyezési pontszám | Helyezés   |
| --------------------------------- | ----------- | ----------------- | --------------- | --------------- | ----------------- | --------------- | --------------- | ----------------------- | ----------------------- | ----------------------- | ----------------- | ----- | ----------- | ------------------ | ---------- |
| Albena Denkova Makszim Sztaviszki | Jégtánc     | 6×7+              | 7.              | 1,4             | 5×7+              | 7.              | 1,4             | 5×7+                    | 7.                      | 4,2                     | 8×7+              | 7.    | 7,0         | 14,0               | 7.         |

## Rövidpályás gyorskorcsolya
Férfi
| Versenyző            | Versenyszám | Előfutam | Előfutam | Negyeddöntő | Negyeddöntő | Elődöntő | Elődöntő | B döntő  | B döntő | Döntő   | Döntő   | Helyezés |
| Versenyző            | Versenyszám | Idő      | Hely.    | Idő         | Hely.       | Idő      | Hely.    | Idő      | Hely.   | Idő     | Hely.   | Helyezés |
| -------------------- | ----------- | -------- | -------- | ----------- | ----------- | -------- | -------- | -------- | ------- | ------- | ------- | -------- |
| Miroszlav Bojadzsiev | 500 m       | 43,462   | 4.       | kiesett     | kiesett     | kiesett  | kiesett  | kiesett  | kiesett | kiesett | kiesett | 25.      |
| Miroszlav Bojadzsiev | 1000 m      | 1:32,421 | 4.       | kiesett     | kiesett     | kiesett  | kiesett  | kiesett  | kiesett | kiesett | kiesett | 26.      |
| Miroszlav Bojadzsiev | 1500 m      | 2:22,082 | 3.       |             |             | 2:23,468 | 4.       | 2:29,307 | 6.      |         |         | 11.      |
| Aszen Pandov         | 500 m       | 1:17,124 | 4.       | kiesett     | kiesett     | kiesett  | kiesett  | kiesett  | kiesett | kiesett | kiesett | 31.      |
| Kiril Pandov         | 1000 m      | 1:31,842 | 4.       | kiesett     | kiesett     | kiesett  | kiesett  | kiesett  | kiesett | kiesett | kiesett | 25.      |
| Kiril Pandov         | 1500 m      | 2:27,730 | 5.       |             |             | kiesett  | kiesett  | kiesett  | kiesett | kiesett | kiesett | 27.      |

Női
| Versenyző                                                                 | Versenyszám  | Előfutam | Előfutam | Negyeddöntő | Negyeddöntő | Elődöntő | Elődöntő | B döntő  | B döntő | Döntő    | Döntő   | Helyezés |
| Versenyző                                                                 | Versenyszám  | Idő      | Hely.    | Idő         | Hely.       | Idő      | Hely.    | Idő      | Hely.   | Idő      | Hely.   | Helyezés |
| ------------------------------------------------------------------------- | ------------ | -------- | -------- | ----------- | ----------- | -------- | -------- | -------- | ------- | -------- | ------- | -------- |
| Marina Georgieva-Nikolova                                                 | 500 m        | 45,916   | 2.       | 46,422      | 4.          | kiesett  | kiesett  | kiesett  | kiesett | kiesett  | kiesett | 15.      |
| Marina Georgieva-Nikolova                                                 | 1500 m       | 2:33,362 | 4.       |             |             | kiesett  | kiesett  | kiesett  | kiesett | kiesett  | kiesett | 18.      |
| Anna Kraszteva                                                            | 1000 m       | 1:39,195 | 3.       | kiesett     | kiesett     | kiesett  | kiesett  | kiesett  | kiesett | kiesett  | kiesett | 18.      |
| Evgenija Radanova                                                         | 500 m        | 45,195   | 2.       | 44,780      | 1.          | 44,686   | 1.       |          |         | 44,252   | 2.      |          |
| Evgenija Radanova                                                         | 1000 m       | 1:49,496 | 1.       | 1:36,727    | 2.          | 1:35,607 | 4.       | 1:34,702 | 1.      |          |         | 5.       |
| Evgenija Radanova                                                         | 1500 m       | 2:32,821 | 1.       |             |             | 2:31,194 | 2.       |          |         | 2:31,723 | 3.      |          |
| Evgenija Radanova Marina Georgieva-Nikolova Anna Kraszteva Daniela Vlaeva | 3000 m váltó |          |          |             |             | 4:25,877 | 3.       | 4:20,703 | 2.      |          |         | 6.       |

## Sífutás
Férfi
| Versenyző         | Versenyszám | Selejtező | Selejtező | Negyeddöntő | Negyeddöntő | Elődöntő | Elődöntő | B döntő | B döntő | Döntő         | Döntő         |
| Versenyző         | Versenyszám | Idő       | Hely.     | Idő         | Hely.       | Idő      | Hely.    | Idő     | Hely.   | Idő           | Helyezés      |
| ----------------- | ----------- | --------- | --------- | ----------- | ----------- | -------- | -------- | ------- | ------- | ------------- | ------------- |
| Ivan Bajrakov     | Sprint      | 3:18,97   | 62.       | kiesett     | kiesett     | kiesett  | kiesett  | kiesett | kiesett | kiesett       | 61.           |
| Ivan Bajrakov     | 15 km       |           |           |             |             |          |          |         |         | 45:41,2       | 60.           |
| Szlavcso Batinkov | Sprint      | 3:14,21   | 59.       | kiesett     | kiesett     | kiesett  | kiesett  | kiesett | kiesett | kiesett       | 58.           |
| Szlavcso Batinkov | 15 km       |           |           |             |             |          |          |         |         | nem ért célba | nem ért célba |

| Versenyző         | Versenyszám              | 10 km klasszikus | 10 km klasszikus | 10 km szabad | 10 km szabad | Helyezés |
| Versenyző         | Versenyszám              | Idő              | Hely.            | Időhátrány   | Idő          | Helyezés |
| ----------------- | ------------------------ | ---------------- | ---------------- | ------------ | ------------ | -------- |
| Ivan Bajrakov     | 10 + 10 km üldözőverseny | 31:17,1          | 70.              | kiesett      | kiesett      | kiesett  |
| Szlavcso Batinkov | 10 + 10 km üldözőverseny | 32:12,6          | 72.              | kiesett      | kiesett      | kiesett  |

## Síugrás
| Versenyző      | Versenyszám | Selejtező | Selejtező | 1. ugrás | 1. ugrás | 2. ugrás | 2. ugrás | Összesítés | Összesítés |
| Versenyző      | Versenyszám | Pont      | Hely.     | Pont     | Hely.    | Pont     | Hely.    | Pont       | Helyezés   |
| -------------- | ----------- | --------- | --------- | -------- | -------- | -------- | -------- | ---------- | ---------- |
| Georgi Zsarkov | Normálsánc  | 76,5      | 45.       | kiesett  | kiesett  | kiesett  | kiesett  | kiesett    | kiesett    |
| Georgi Zsarkov | Nagysánc    | 75,3      | 39.       | kiesett  | kiesett  | kiesett  | kiesett  | kiesett    | kiesett    |